# Michele Mastellari
Michele Mastellari (Bologna, ... – Bologna, ...; fl. XIX secolo) è stato un pittore italiano operante principalmente a Bologna nel XIX secolo.

## Biografia
Non si hanno notizie anagrafiche certe di Michele Mastellari se non che abitava a Bologna in via Alessandrini, 14  e che ha operato prevalentemente in questa città nella seconda metà del XIX secolo collaborando con pittori come Alessandro Guardassoni e Luigi Busi. Aveva un fratello, Francesco Mastellari, anch'egli pittore e ornatista. 

## Opere
- Palazzo della Mercanzia  -  decora la Scala d'onore
- Villa Balleani a Fontedamo - decorazioni in collaborazione con il fratello Francesco Mastellari
- S. Sigismondo, via S. Sigismondo, 90 Bologna - decorazione in collaborazione con il figurista Napoleone Angiolini - 1870[2]
- S. Maria della Purificazione, via Mascarella, 50 Bologna - restauro della volta della cappella maggiore - 1892[3]
- S. Benedetto, via dell’Indipendenza, 64 Bologna - decora la volta in collaborazione con il fratello Francesco Mastellari - 1882[4]
- Madonna del Soccorso o di Borgo, Mura di Galliera,4 Bologna - decora la cupoletta del presbiterio in collaborazione con Luigi Busi[5]
- S. Maria Maggiore, via Gallera, 10 Bologna - decorazione dell'abside in collaborazione con Alessandro Guardassoni[6]
- S. Caterina di Via Saragozza, 61 Bologna - decorazione in collaborazione con l'ornatista Raffaele Tibaldi e con il figurista Alessandro Guardassoni 1874-1884[7]
- S. Procolo, via D’Azeglio, 54 Bologna - decora la cupola e il transetto[8]